# Симбетень
Симбетень, Симбетені (рум. Sâmbăteni) — село у повіті Арад в Румунії. Входить до складу комуни Пеуліш.
Село розташоване на відстані 404 км на північний захід від Бухареста, 16 км на схід від Арада, 48 км на північний схід від Тімішоари.

## Населення
За даними перепису населення 2002 року у селі проживали 1786 осіб.
Національний склад населення села:
| Національність | Кількість осіб | Відсоток |
| -------------- | -------------- | -------- |
| румуни         | 1664           | 93,2%    |
| цигани         | 112            | 6,3%     |
| угорці         | 7              | 0,4%     |

Рідною мовою назвали:
| Мова      | Кількість осіб | Відсоток |
| --------- | -------------- | -------- |
| румунська | 1703           | 95,4%    |
| циганська | 77             | 4,3%     |